# Chillicothe (Texas)
Chillicothe város az USA Texas államában, Hardeman megyében. Lakosainak száma 549 fő (2020. április 1.).

## Népesség
A település népességének változása:
| Lakosok száma | 1207 | 798  | 707  | 549  |
|               | 1910 | 2000 | 2010 | 2020 |